# Kanton Fougères-2
 Fougères-2 is een kanton van het Franse departement Ille-et-Vilaine. Het kanton maakt deel uit van het arrondissement Fougères-Vitré. In 2020 telde het 33.184 inwoners.
Het kanton werd gevormd ingevolge het decreet van 18 februari 2014 met uitwerking op 22 maart 2015, met Fougères als hoofdplaats.

## Gemeenten
Het kanton omvat, naast een deel van Fougères, 17 gemeenten bij zijn oprichting.
Op 1 januari 2019 werden de gemeenten Luitré en Dompierre-du-Chemin (uit het kanton Fougères-1) samengevoegd tot de fusiegemeente (commune nouvelle) Luitré-Dompierre. Deze gemeente werd bij decreet van 5 maart 2020 overgeheveld naar het kanton Fougères-2. Op 1 januari 2024 werden de gemeenten La Chapelle-Janson en Fleurigné samengevoegd tot La Chapelle-Fleurigné.
Sindsdien omvat het kanton de volgende gemeenten:
- La Bazouge-du-Désert
- Beaucé
- La Chapelle-Fleurigné
- Le Ferré
- Fougères (oostelijk deel, hoofdplaats)
- Laignelet
- Landéan
- Le Loroux
- Louvigné-du-Désert
- Luitré-Dompierre
- Mellé
- Monthault
- Parigné
- Poilley
- Saint-Georges-de-Reintembault
- La Selle-en-Luitré
- Villamée